# Eilgang
Als Eilgang bezeichnet man die schnelle Positionierbewegung der Schlitten an Werkzeugmaschinen, wenn die Werkzeuge sich nicht im Eingriff befinden. Sobald das Werkzeug das Werkstück bearbeitet, spricht man von Vorschub.
Je nach Maschinentyp werden Geschwindigkeiten bis zu 1400 m/min erreicht, doch für gewöhnlich verfahren die Schlitten höchstens mit etwa 6–100 m/min. Um den Vorteil einer hohen Geschwindigkeit ausnutzen zu können, müssen die Bremsen auch innerhalb kürzester Zeit die Schlitten auf Vorschubgeschwindigkeit regeln können. Des Weiteren muss die Maschine die hohen dynamischen Belastungen abfangen, ohne sich aufzuschwingen. Moderne Hochgeschwindigkeitslinearantriebe können an manchen Maschinen nur mit ungefähr 60 % ihrer Leistung betrieben werden, da die gesamte Konstruktion derart zu Schwingungen angeregt wird, dass ganze Maschinenhallen vibrieren.